# Paris est toujours Paris
Ne doit pas être confondu avec Paris sera toujours Paris.
Pour plus de détails, voir Fiche technique et Distribution.
Paris est toujours Paris  (titre original : Parigi è sempre Parigi) est un film franco-italien réalisé par Luciano Emmer, sorti en 1951.

## Synopsis
Un groupe de supporters italiens de football arrive en train à Paris pour assister à un match. C'est d'abord l'occasion pour chacun de découvrir la ville. Mis à part Franco qui tombe amoureux dès son arrivée d'une jolie marchande de journaux, et pour qui la ville devient un émerveillement, ses camarades auront plutôt des mésaventures, notamment Andrea.

## Fiche technique
- Titre original : Parigi è sempre Parigi
- Titre français : Paris est toujours Paris
- Réalisateur : Luciano Emmer, assisté de Émile Roussel et Francesco Rosi
- Scénaristes : Sergio Amidei, Luciano Emmer, Jean Ferry, Ennio Flaiano, Giulio Macchi, Francesco Rosi, Jacques Rémy
- Photographie : Henri Alekan
- Musique : Joseph Kosma, Roman Vlad
- Montage : Jacques Poitrenaud, Gabriele Varriale
- Son : André Le Baut
- Sociétés de production : Omnium International du Film, Fortezza Film
- Producteurs : Giuseppe Amato, Sergio Amidei, Fred Orain
- Pays de production :  France -  Italie
- Langue : français - italien
- Format : Noir et blanc - 1,37:1 - 35 mm - Son mono
- Genre : Comédie
- Durée : 95 minutes
- Dates de sortie : 
  - Italie : 15 novembre 1951
  - France : 28 novembre 1952

## Distribution
- Marcello Mastroianni : Marcello Venturi
- Aldo Fabrizi : Andrea De Angelis
- Henri Guisol : M. Morand
- Ave Ninchi : Elvira de Angelis
- Jeannette Batti : Claudia
- Hélène Rémy : Christine
- Henri Génès : Paul Gremier
- Lucia Bosè : Mimi De Angelis
- Carlo Sposito (en) : Toto Mancuso
- Giuseppe Porelli : Raffaele D'Amore
- Janine Marsay : Praline
- Galeazzo Benti : Gianni Forlivesi
- Paolo Panelli : Nicolino Percuoco
- Franco Interlenghi : Franco Martini
- Yves Montand : Lui-même
- Roland Lesaffre  : Charles
- Nadine de Rothschild : Nadine, une vendeuse de l'institut de beauté
- Lisette Lebon
- María Riquelme
- Vittorio Caprioli
- Eartha Kitt

## Restauration
En 2017, devant la dégradation du négatif, une restauration 4K a été envisagée. Elle a été placée sous le parrainage de Venantino Venantini,.
Elle a été faite à partir des négatifs nitrate, avec la collaboration des laboratoires Daems, Diapason et Hiventy. C'est la Société Cinématographique Lyre qui a défendu le projet en lien avec la plate-forme Celluloid Angels, habituée à ce genre de soutien.
Plusieurs personnalités ont été concernées et ont soutenu cette opération. En plus du parrain Venantino Venantini et son ami et comédien Laurent Gerra, on a pu noter le soutien de la comédienne Hélène Rémy présente dans le film, mais aussi du créatif Frederic Fappani von Lothringen, qui défend des projets de transmission en direction de la jeunesse, crédité au générique de cette nouvelle version.
La restauration s'est terminée à l'été 2019. Le film est par ailleurs ressorti dans quelques salles à l’été 2019 dont le Théâtre du Temple.Une version dvd, blue ray est aujourd'hui accessible à tous.

## Remarques
- Au-delà des plans clichés d'un Paris touristique dont Emmer se débarrasse rapidement, c'est un vrai témoignage visuel du Paris de 1950 filmé dans son quotidien que l'on découvre à l'écran. Ce film représente aussi ce que Paris peut symboliser dans l'imaginaire collectif quand il est confronté au vécu[5].
- On peut y découvrir, la chanson chantée dans le film par Yves Montand, Le Gamin de Paris (Un gamin d'Paris), musique d'Adrien Mares (compositeur), paroles de Mick Micheyl. Elle a été fréquemment reprise et interprétées par la suite notamment par Mick Micheyl, Marcel Mouloudji, Patachou, Petula Clark, Robert Cogoi, Colette Renard, Francis Lemarque et Chantal Goya.
- Le cabaret où Eartha Kitt chante Babalu était nommé Le Perroquet Club et c’était celui où elle avait chanté pour la première fois de sa carrière C'est si bon à l’ouverture du cabaret qui avait eu lieu le 4 novembre 1950. Rita Hayworth et son mari Ali Khan étaient présents.